# Molinero (oficio)

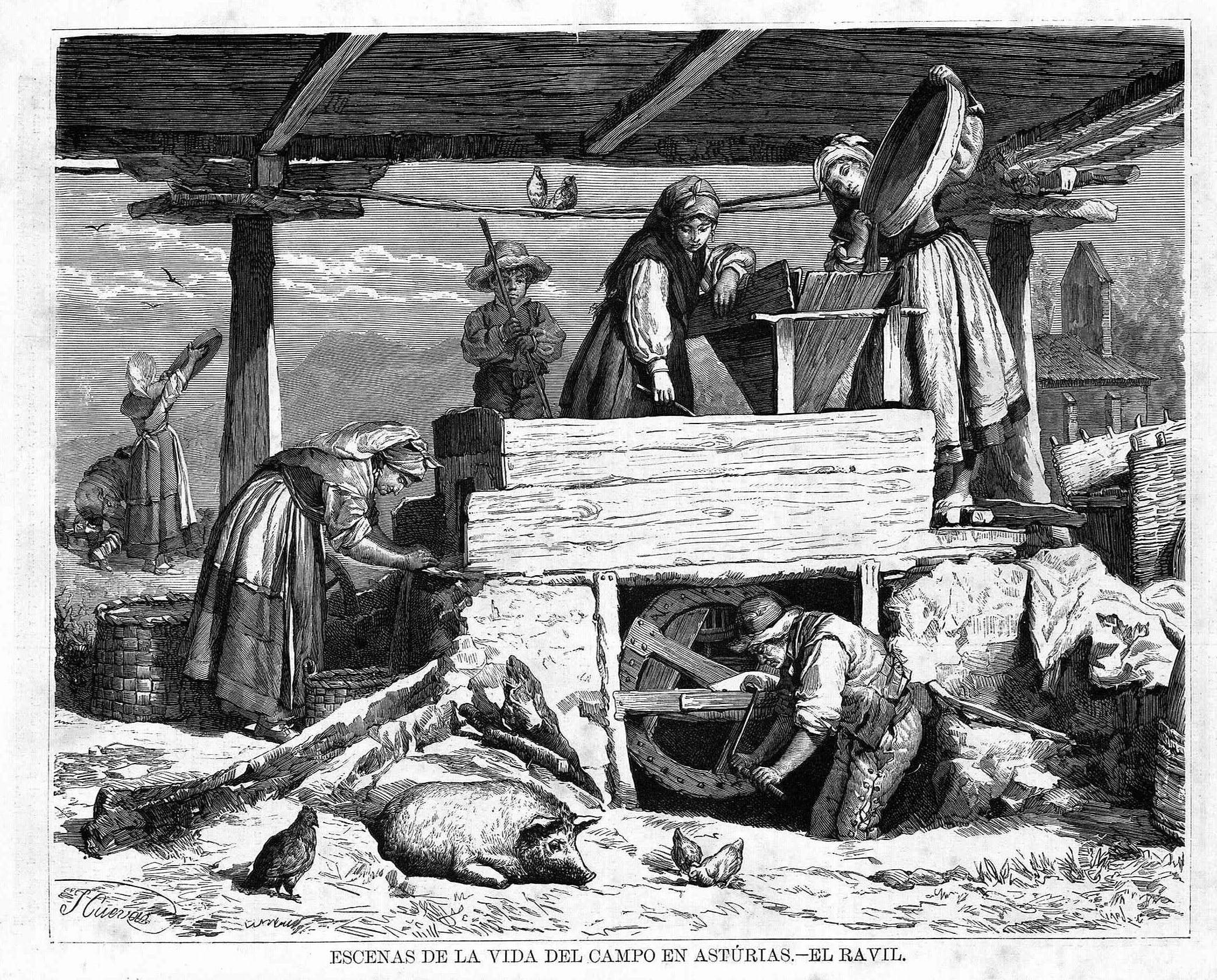
Ilustración de molineros asturianos trabajando, 1878.

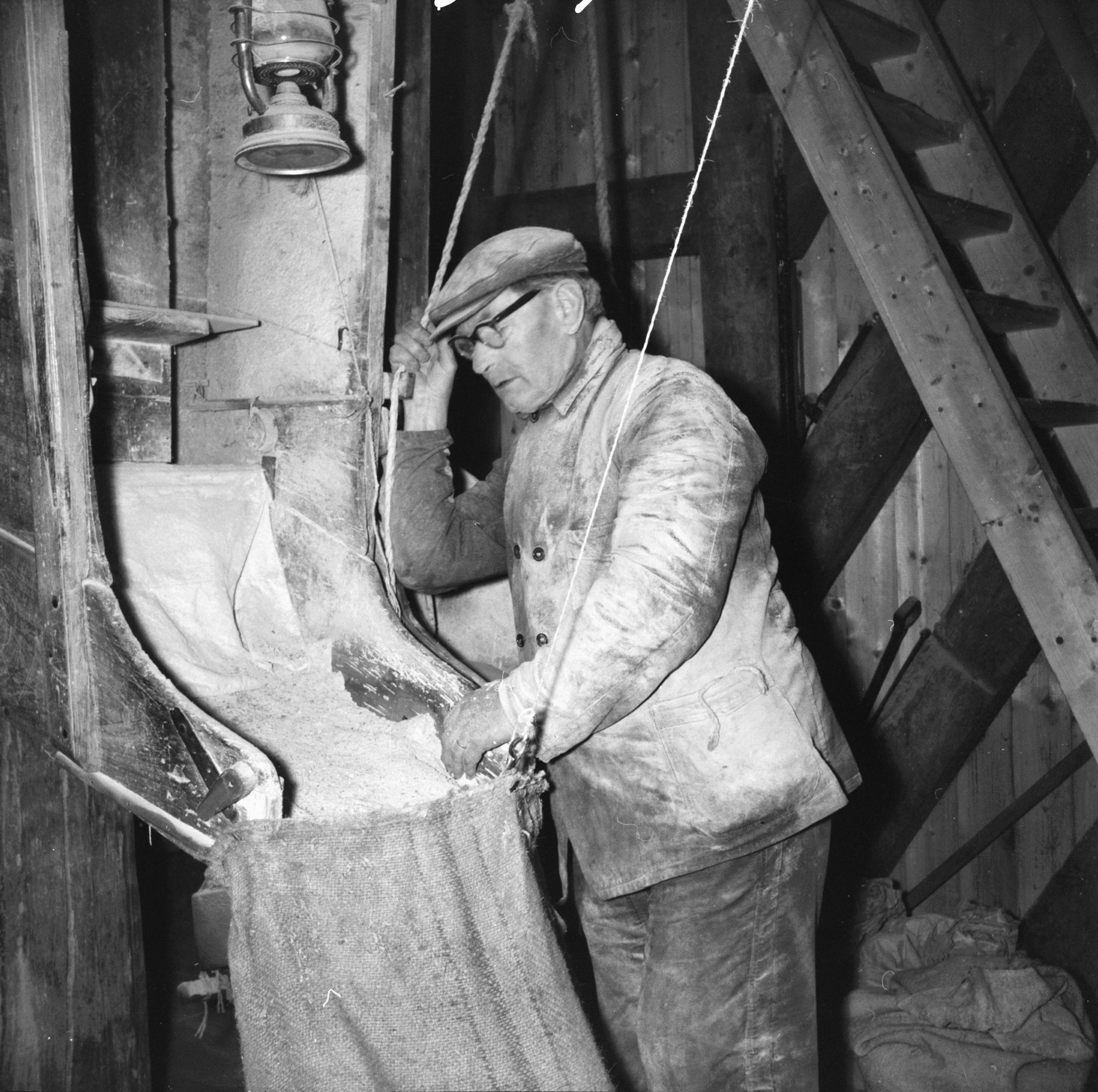
Molinero en Waarde, a principios del.

Molinero es el oficio del personal a cargo de un molino de cualquier tipo.

## Labor

### Molino hidráulico
En el molino hidráulico el molinero se encarga del mantenimiento de la muela que se desgasta con cada uso, así que el molinero pica la muela para hacerla funcionar otra vez.